# Theodor Hartz
Theodor Hartz SDB, né le 2 janvier 1887 à Lutten (Goldenstedt) et mort le 23 août 1942 au camp de concentration de Dachau, est un martyr catholique allemand, salésien de Don Bosco.

## Biographie
Theodor Hartz naît dans une famille de petits fermiers d'Oldenbourg, Johann Theodor Hartz et son épouse Anna Marie, née Kröger.
Les sources sont assez clairsemées concernant sa prime jeunesse. Ce qui est certain, cependant, c'est qu'il a fréquenté l'école primaire de son village natal, puis le Gymnasium Antonianum de Vechta, où il a obtenu le diplôme dit « en un an », connu aujourd'hui sous le nom de Mittlerer Schulabschluss. Comme il voulait être salésien de Don Bosco et prêtre, il est allé ensuite au lycée salésien de Penango en Italie. En 1908, il y fait sa première profession. Après des études philosophiques et théologiques, il est ordonné prêtre à Foglizzo, le 9 août 1914. Après son retour d'Italie, il rejoint d'abord les maisons de Vienne et d'Ensdorf, avant de prendre en 1924 la direction de l'établissement St. Johannespen. Jusqu'en 1938, il est directeur de cet établissement presque sans interruption. En 1927, il pose la première pierre de l'actuel bâtiment de la filiale, qui est inauguré le 12 février 1928.
Dès 1933 (année de l'arrivée au pouvoir du chancelier Hitler), il proteste contre les attaques physiques de la Jeunesse hitlérienne contre les groupes du Bund Neudeutschland. Dès cette époque, il est suivi par la Gestapo. La tentative en 1935 de l'accuser de délits de change ou de sabotage par le Winterhilfswerk échoue. Sa participation au synode diocésain de Cologne en 1937 est également considérée avec suspicion par les autorités nationales-socialistes.

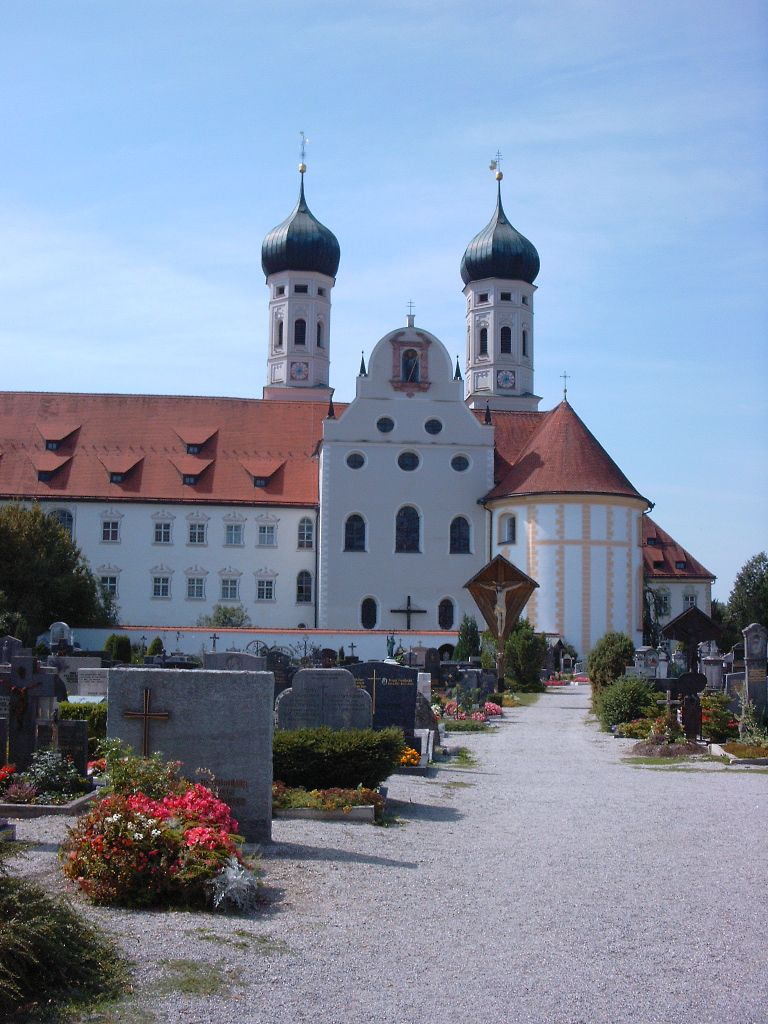
Grand séminaire salésien de Benediktbeuern.

En septembre 1938, Hartz succède au R.P. Johannes Lechermann comme directeur du grand séminaire de sa congrégation à Benediktbeuern. Ici aussi, la Gestapo surveille le nouveau directeur, d'autant plus qu'il ne cache pas son opposition au national-socialisme pendant les deux premières années de la guerre, lorsque de nombreux jeunes salésiens qui étudient à Benediktbeuern sont enrôlés et trouvent la mort sur le champ de bataille.
Hartz retourne à Essen-Borbeck en août 1940 après seulement deux ans. Son courrier est intercepté et les téléphones mis sur écoute dans le but de recueillir du matériel pour la fermeture de cette école. Des perquisitions à domicile et des interrogatoires se succèdent rapidement, et finalement la police procède à l'arrestation du père Wilhelm Winkels et du père Alfred Tebben, qui passent tous les deux en jugement après avoir été emprisonnés pendant huit à neuf semaines. Ils sont condamnés pour avoir acheté des chaussures sans bon de commande, peine qui avait pourtant déjà été purgée lors de leur garde à vue. Bien que ou précisément parce que Hartz s'est opposé à cette tentative insidieuse des nationaux-socialistes de briser la position de force des salésiens dans leur œuvre en faveur de la jeunesse à Essen-Borbeck, la Gestapo confisque la maison et les biens des salésiens le 5 août 1941. Ils doivent quitter la ville d'Essen en quelques heures, avec un ordre de résidence forcée à la maison salésienne d'Helenenberg. Bien que Theodor Hartz et ses confrères s'y soient rendus, ils refusent de s'intégrer officiellement à la maison d'Helenenberg. Il continue  de se présenter commee comme directeur de la maison d'Essen, fermée par les autorités, et le fait savoir aux bienfaiteurs et donateurs dans des lettres circulaires. Il est donc arrêté à Helenenberg le 14 avril 1942 et envoyé à la prison du tribunal régional de Trèves sans inculpation ni jugement.
Le 5 juin 1942, l'Office central de la sécurité du Reich à Berlin ordonne sa détention conservatoire pour « avoir enfreint la loi sur le recouvrement en distribuant des circulaires au contenu préjudiciable à l'État et au contenu abrutissant le peuple » et son transfert au camp de concentration de Dachau. Il y est emprisonné au Pfarrerblock n° 26, le 26 juin 1942. Theodor Hartz n'a pas pu faire face à la tension de l'emprisonnement et est mort d'épuisement deux mois plus tard, le 23 août 1942.
L'urne avec ses cendres devait être enterrée dans sa ville natale. Cependant, comme le curé local refuse d'enterrer un prisonnier de camp de concentration, il est enterré dans la crypte des Salésiens d'Essen-Borbeck après de longues négociations en septembre 1942.

## Hommages
Une plaque commémorative à l'église Saint-Jean-Bosco d'Essen-Bochold commémore le P. Hartz. La rue sur laquelle est situé l'établissement scolaire salésien porte son nom, ainsi qu'une rue de Goldenstedt.
Le 22 mai 2018, une Stolperstein pour Theodor Hartz est posée devant le Gymnasium Don-Bosco d'Essen-Bochold.
En 1999, l'Église catholique a inclus le Père Theodor Hartz comme témoin de la foi dans le Martyrologe allemand du XXe siècle.